# Christchurch Cougars
Maillots
Les Christchurch Cougars, ou Scenic Circle Hotel Christchurch Cougars', sont un club néo-zélandais de basket-ball basé à Christchurch. C'est l'un des plus titrés la National Basketball League, le plus haut niveau en Nouvelle-Zélande. Le club est membre du collectif Canterbury Basketball, tout comme les Christchurch Sirens.

## Palmarès
- National Basketball League : 1986, 1989, 1990, 1992

## Entraîneurs successifs
- Depuis 2006 :  Chis Sparks
- 2004 - 2005 :  Peter McAllister
- 2002 - 2004 :  John Watson
- 2000 - 2001 :  Matt Ruscoe
- 1996 - 1999 :  Bert Knops

## Joueurs célèbres ou marquants
- John Whorton